# Шихаб, Сахиб
Сахиб Шихаб (англ. Sahib Shihab, имя при рождении — Эдмунд Грегори англ. Edmund Gregory; 23 июня 1925 — 24 октября 1989) — американский джазовый и хард-боповый саксофонист (баритон, альт и сопрано) и флейтист. Он работал с Лютером Хендерсоном, Телониусом Монком, Флетчером Хендерсоном, Тэддом Дэмероном, Диззи Гиллеспи, Кенни Кларком, Джоном Колтрейном и Куинси Джонсом другими музыкантами.

## Биография
Он родился в Саванне, штат Джорджия, США. Эдмунд Грегори впервые профессионально играл на альт-саксофоне у Лютера Хендерсона в возрасте 13 лет, и учился в Бостонской консерватории, и выступал с трубачом Роем Элдриджем. Он играл на альт-саксофоне с Флетчером Хендерсоном в середине 1940-х годов. 
В 1947 году он принял ислам, и был одним из первых джазовых музыкантов, принявших эту религию, и сменивших имя. Он принадлежал к исламской общине Ахмадие. В конце 1940-х годов Шихаб играл с Телониусом Монком, а 23 июля 1951 года он записался с Монком (позже выпущенным в альбоме «Genius of Modern Music: Volume 2»). В этот период он также появлялся на записях Арта Блейки, Кенни Дорхэма и Бенни Голсона. Приглашение играть с биг-бэндом Диззи Гиллеспи в начале 1950-х годов имело особое значение, поскольку оно ознаменовало переход Шихаба на баритон. 
12 августа 1958 года Шихаб был одним из музыкантов, сфотографированных Артом Кейном на его фотографии, известной как «Великий день в Гарлеме». В 1959 году он гастролировал по Европе с Куинси Джонсом. Шихаб, разочаровавшись в расовой политике в Соединенных Штатах, решил примерно в это время переехать в Европу. Он поселился в Скандинавии, сначала в Стокгольме, Швеция, а затем переехал в 1964 году в Копенгаген, Дания. Он работал в Копенгагенском политехническом институте и писал музыку для телевидения, кино и театра. Он написал балет по мотивам сказки датского писателя Ханса Кристиана Андерсена «Красные башмачки».
В Дании Шихаб выступал с местными музыкантами, такими как басист Нильс-Хеннинг Эрстед Педерсен и другими. Вместе с пианистом Кенни Дрю он управлял издательской фирмой и звукозаписывающей компанией.
В 1961 году он присоединился к биг-бэнду Кенни Кларка/Фрэнси Боланда и оставался его участником на протяжении 12 лет его существования. Он женился на датчанке и вырастил семью в Европе.
На конкурсе песни Евровидение 1966 года Шихаб сопровождал Лилль Линдфорс и Сванте Турессона на сцене во время исполнения шведской песни «Nygammal Vals».
В 1973 году Шихаб вернулся в Соединенные Штаты на три года, работая сессионным музыкантом для рок- и поп-исполнителей и работая копировщиком для местных музыкантов. Он провёл оставшиеся годы между Нью-Йорком и Копенгагеном и играл в партнерстве с Артом Фармером. Он также руководил собственным джазовым коллективом под названием «Dues».
С 1986 года Шихаб был приглашенным художником в Ратгерский университет.
Шихаб умер от рака печени 24 октября 1989 года в Нэшвилле, штат Теннесси, США, в возрасте 64 лет.

## Дискография

### Как лидер
- 1957: The Jazz We Heard Last Summer (Savoy) сплит-альбом совместно c Херби Мэнн
- 1957: Jazz Sahib (Savoy)
- 1963: Sahib's Jazz Party (Debut), также выпущенный под названием Conversations
- 1964: Summer Dawn (Argo)
- 1965: Sahib Shihab and the Danish Radio Jazz Group (Oktav)
- 1968: Seeds (Vogue Schallplatten)
- 1964-70: Companionship (Vogue Schallplatten)
- 1972: Sentiments (Storyville)
- 1972: La Marche dans le Désert - Sahib Shihab + Gilson Unit (Futura)
- 1973: Flute Summit (Atlantic) c Jeremy Steig, James Moody and Chris Hinze
- 1988: Soul Mates (Uptown) c Charlie Rouse
- 1998: And All Those Cats (сборник)

### Как сайдмен
с Арт Блэйки
- Theory of Art (1957)
- Art Blakey Big Band (Bethlehem, 1957)

с Brass Fever
- Time Is Running Out (Impulse!, 1976)

с Дональдом Бёрдом
- Jazz Lab (Columbia, 1957) c Gigi Gryce
- Modern Jazz Perspective (Columbia, 1957) c  Gigi Gryce

с Бетти Картер
- Out There (1958)
- I Can't Help It (1992)

с группой Кенни Кларка/Фрэнси Боланда
- Jazz Is Universal (Atlantic, 1962)
- Handle with Care (Atlantic, 1963)
- Now Hear Our Meanin (Columbia, 1963 [1965])
- Swing, Waltz, Swing (Philips, 1966)
- Sax No End (SABA, 1967)
- Out of the Folk Bag (Columbia, 1967)
- 17 Men and Their Music (Campi, 1967)
- All Smiles (MPS, 1968)
- Faces (MPS, 1969)
- Latin Kaleidoscope (MPS, 1968)
- Fellini 712]] (MPS, 1969)
- All Blues (MPS, 1969)
- More Smiles (MPS, 1969)
- Clarke Boland Big Band en Concert avec Europe 1 (Tréma, 1969 [1992])
- Off Limits (Polydor, 1970)
- November Girl (Black Lion, 1970 [1975]) c Кармен Макрей
- Change of Scenes (Verve, 1971) c Стэном Гетцом

с Джоном Колтрейном
- Coltrane (1957)

с Тэд Демерон
- Fontainebleau (1956)

с Артом Фармером
- Manhattan (Soul Note, 1981)

с Кёртис Фуллер и Хэмптоном Хоусом
- Curtis Fuller and Hampton Hawes with French Horns (Status, 1957 [1962]), также выпущены как Baritones and French Horns (Prestige, 1957)

с Диззи Гиллеспи
- Jazz Recital (Norgran, 1955)
- The Dizzy Gillespie Reunion Big Band (MPS, 1968)

с Бенни Голсоном
- Benny Golson's New York Scene (Contemporary, 1957)
- Take a Number from 1 to 10 (Argo, 1961)

с Джонни Гриффин
- Lady Heavy Bottom's Waltz (1968)
- Griff 'N Bags

с Джорджем Грунцем
- Noon in Tunisia (1967)

с Роем Хейнсом
- Jazz Abroad (Emarcy, 1955)

с Милт Джексон
- Plenty, Plenty Soul (Atlantic, 1957)

с Филли Джо Джонс
- Drums Around the World (Riverside, 1959)

с Куинси Джонс
- The Birth of a Band! (Mercury, 1959)
- The Great Wide World of Quincy Jones (Mercury, 1959)
- I Dig Dancers (Mercury, 1960)
- Quincy Plays for Pussycats (Mercury, 1959–65 [1965])

с Эбби Линкольн
- It's Magic (Riverside, 1958)

с Ховардом МакГи
- The Return of Howard McGhee (Bethlehem, 1955)

с Телониусом Монком
- Genius of Modern Music: Volume 1 (Blue Note, 1947)
- Genius of Modern Music: Volume 2 (Blue Note, 1951)

с Марком Мёрфи
- Midnight Mood (MPS, 1968)

с Финесом Ньюборном-младший.
- Phineas Newborn, Jr. Plays Harold Arlen's Music from Jamaica (RCA Victor, 1957)

с Оскаром Петтифордом
- The Oscar Pettiford Orchestra in Hi-Fi Volume Two (ABC-Paramount, 1957)

с Спексом Пауэллом
- Movin' In (Roulette, 1957)

с A. K. Салимом
- Blues Suite (Savoy, 1958)

с Тони Скоттом
- The Modern Art of Jazz (1957, Seeco) - с Биллом Эвансом, Полом Мотианом
- Free Blown Jazz (1957, Carlton) - с Биллом Эвансом, Полом Мотианом

с Мэлом Уолдроном
- Mal-2 (1957)

с Джулиусом Уоткинсом и Чарли Рауз
- The Jazz Modes (Atlantic, 1959)

с Рэнди Вестоном
- Uhuru Afrika (Roulette, 1960)

с Джином Квиллом, Халом Стейном и Филом Вудсом
- Four Altos (Prestige, 1957)]

с Филом Вудсом
- Rights of Swing (Candid, 1961)

с Идрисом Сулейманом
- The Camel (Columbia, 1964)